# DAF Daffodil 31
La DAF Daffodil 31 è un'automobile prodotta dalla DAF dal 1963 al 1965. Per questo modello la Casa olandese si avvale per la prima volta della collaborazione del designer italiano Giovanni Michelotti.